# Pandanus tsaratananensis
Pandanus tsaratananensis är en enhjärtbladig växtart som beskrevs av Ugolino Martelli. Pandanus tsaratananensis ingår i släktet Pandanus och familjen Pandanaceae.
Artens utbredningsområde är Madagaskar. Inga underarter finns listade.